# Пътят към истината
Пътят към истината (на испански: Ella camina sola) е мексикански трилър уеб сериал, създаден от Адриана Пелуси и продуциран от Инмигрант за ТелевисаУнивисион през 2023 г.
В главните роли са Паулина Давила, Алисия Хасис, Кристофър Укерман, Одисео Бичир и Рикардо Абарка.

## Сюжет
Карла е учителка, която разследва дали обвиненията в тормоз срещу Рикардо, неин колега и най-добър приятел, са изфабрикувани от Даниела, проблемна ученичка. Ситуацията съживява стари юношески травми.

## Актьори
- Паулина Давила – Карла
- Алисия Хасис – Даниела
- Кристофър Укерман – Рикардо
- Одисео Бичир – Хосе Луис
- Рикардо Абарка – Виктор
- Иняки Касас – Бернардо
- Сесилия Понсе – Елиса
- Себастиан Поса – Себастиан
- Макарена Ос – Аня
- Флоренсия Риос – Аурора
- Камила Калонико – Лорена
- Маите Пиня – Ана Пау
- Стефания Лодена – Ребека
- Палома Петра – Рената
- Таня Ниебла – Ирене
- Сесар Акоста – Естебан
- Сури Шашо – Хавиер
- Джована Утриля – Мария Хосе
- Серхио Бония – Густаво
- Ари Шашо – Мануел
- Сесилия Каниедо – Наталия
- Вал Дорантес – Аранча

## Премиера
Премиерата на сериала е по стрийминг платформата на ТелевисаУнивисион Vix на 29 септември 2023 г.

## Продукция
На 30 август 2022 г. е обявено, че е започнало производството на сериала с работно заглавие Една нощ. На 18 септември 2023 г. е съобщено официалното заглавие и че премиерата на сериала ще се състои на 29 септември 2023 г.

## В България
Премиерата на сериала в България е на 3 август 2025 г. по bTV Story, като последният епизод е излъчен на 17 август 2025 г. Ролите озвучават актьорите Даринка Митова, Елена Бойчева, Живка Донева, Станислав Пищалов, Явор Караиванов; преводач е Мария Иванова, а тонрежисьори са Надежда Иванова, Галина Наумова и Димитър Бенков. Обработката е на студио „Андарта“.